# A Gentleman of Fashion
A Gentleman of Fashion è un cortometraggio muto del 1913 diretto da George D. Baker, tratto da un soggetto di Frances Cook.

## Produzione
Il film fu prodotto dalla Vitagraph Company of America.

## Distribuzione
Distribuito dalla General Film Company, il film - un cortometraggio in una bobina - uscì nelle sale cinematografiche statunitensi l'8 agosto 1913.